# The Lizard
| 전문가 평가 | 전문가 평가 |
| 평가 점수   | 평가 점수   |
| 출처        | 점수        |
| ----------- | ----------- |
| AllMusic    | [ 2 ]       |
| Billboard   | Favorable   |

《The Lizard》는 미국의 하드 록 밴드 사이공 킥의 두 번째 음반으로 1992년 5월 18일 서드 스톤과 애틀랜틱 레코드를 통해 발매되었다.
1996년 11월 20일, 미국 음반 산업 협회는 음반의 500,000장을 판매하여 골드를 인증하였다.

## 반응
《빌보드》는 《The Lizard》의 스타일리시한 다양성을 음반의 강점으로 간주하여 "비틀즈, 레드 제플린의 요소, 그리고 1991년 데뷔작보다 더 둥근 펀치를 담은 장착한 사이공 킥의 두 번째 발매 사이에 사실상 모든 밴드가 들어있다"고 썼으며, 〈God of 42nd Street〉라는 곡을 음반의 "베스트 컷"이라고 불렀다.

## 곡 목록
모든 곡들은 특별한 언급이 없는 한 제이슨 빌러에 의해 작사/작곡하였다.
| #   | 제목                   | 작사·작곡         | 재생 시간 |
| --- | ---------------------- | ----------------- | --------- |
| 1.  | 〈Cruelty〉            |                   | 2:40      |
| 2.  | 〈Hostile Youth〉      | 빌러, 맷 크레이머 | 3:18      |
| 3.  | 〈Feel the Same Way〉  |                   | 2:42      |
| 4.  | 〈Freedom〉            | 빌러, 크레이머    | 4:12      |
| 5.  | 〈God of 42nd Street〉 |                   | 3:59      |
| 6.  | 〈My Dog〉             | 크레이머          | 0:51      |
| 7.  | 〈Peppermint Tribe〉   | 빌러, 크레이머    | 4:52      |
| 8.  | 〈Love Is on the Way〉 |                   | 4:23      |
| 9.  | 〈The Lizard〉         | 빌러, 크레이머    | 4:02      |
| 10. | 〈All Alright〉        |                   | 3:54      |
| 11. | 〈Sleep〉              |                   | 1:00      |
| 12. | 〈All I Want〉         |                   | 3:44      |
| 13. | 〈Body Bags〉          | 크레이머, 필 바론 | 3:21      |
| 14. | 〈Miss Jones〉         |                   | 2:39      |
| 15. | 〈World Goes Round〉   | 빌러, 톰 디파일   | 4:54      |
| 16. | 〈Chanel〉             |                   | 2:46      |